# Rissoles
Les rissoles són pastissets farcits que es fan en diversos països amb variants. Entre les versions de la rissola que hi ha fora de França, algunes ressemblen més a una raola o croqueta panada i fregida.

## Etimologia
El mot «rissole» ve del llatí russeolus («rogenc»), passat al francès antic rois(s)ole encreuat amb el francès «rissoler» (rossejar).

## Austràlia
Les rissoles són generalment carn capolada, panada amb farina de galeta. Es retroba una recepta semblant a Nova Zelanda, on es guarneixen de cops de ceba groga tallucada, i de vegades hom les fa coure en una barbacoa.